# 新潟県立三条商業高等学校
新潟県立三条商業高等学校（にいがたけんりつ さんじょうしょうぎょうこうとうがっこう）たは、新潟県三条市田島二丁目に所在する県立商業高等学校。「三商」（さんしょう）として親しまれている。

## 沿革
- 1910年9月3日 - 設立が認可される。
- 1911年4月15日 - 商業科・金工科・染色科を有する南蒲原郡三条商工学校として創立。
- 1922年4月 - 県へ移管され、新潟県立三条商工学校へ改称する。
- 1944年4月 - 戦時措置により、新潟県立三条工業学校となる。
- 1948年4月 - 学制改革により、新潟県立三条実業高等学校になり三条市立商業学校を統合。
- 1948年6月 - 定時制を設置。
- 1952年4月 - 巻農業高校から定時制燕分校を移管。
- 1955年4月 - 校歌制定（作詞：中野二三郎・作曲：波多野修吾）。
- 1962年4月 - 定時制燕分校を新潟県立燕工業高等学校（現：新潟県央工業高等学校）へ移管。
- 1963年4月 - 商工分離、新潟県立三条工業高等学校（現：新潟県央工業高等学校）創立により、全日制の機械科の募集を停止する。
- 1965年4月 - 新潟県立三条商業高等学校と改称し、全日制機械科を新潟県立三条工業高等学校へ移管する。
- 1979年4月 - 定時制を閉課する。
- 2000年 - 創立90周年記念式典挙行。
- 2010年 - 創立100周年記念式典挙行。
- 2011年 - 総合ビジネス科の設置により、この年度の新入生より従来の科（商業科・情報経理科・国際教養科）の廃止。在校生は従来の科のままの在籍となる。
- 2018年1月20日 - 楽天IT学校甲子園2017・楽天市場部門（於：東京）において総合優勝する。

## 著名な卒業生
- ジャイアント馬場（元プロ野球選手（読売ジャイアンツ・大洋ホエールズ）・プロレスラー、高校2年生の1月に中退。）
- 藤岡康男（元プロ野球選手（大洋））
- 牛腸茂雄（写真家）
- 生馬直樹 (小説家)

## 交通
- 東三条駅（JR信越線・弥彦線）から南へ徒歩約5分